# The Dark Pictures: Man of Medan
The Dark Pictures: Man of Medan è un videogioco survival-horror del 2019, sviluppato da Supermassive Games e pubblicato da Bandai Namco Entertainment per PlayStation 4, Xbox One e Microsoft Windows.
È il primo capitolo di una serie chiamata Dark Pictures Anthology, che prevede un totale di otto titoli.

## Trama
La trama principale è presentata come una storia incompiuta in possesso dell'onnipresente Curatore (Pip Torrens), che richiede l'assistenza del giocatore per completarla. Le decisioni prese dal giocatore alterano il risultato della storia e il destino dei suoi personaggi.

### Prologo
Il prologo è ambientato nel 1947, dopo la seconda guerra mondiale, ed inizia in un mercato sul molo nella Manciuria, dove i soldati semplici Joseph "Joe" Roberts e Charles "Charlie" Anderson si divertono e si ubriacano; in seguito, Joe si fa predire da un vecchio veggente cinese un futuro di morte e sventura. Entrambi si avviano poi per risalire sulla nave mercantile indonesiana SS Ourang Medan, che trasporta un carico militare misterioso e pericoloso, assieme a 4 bare, tra cui una da bambino; appena la nave salpa, Joe e Charlie, ancora ubriachi, si apprestano ad iniziare una rissa sulla nave, ma vengono fermati da un sergente che rinchiude Charlie in cella e mette Joe fuori combattimento spedendolo poi in infermeria.
Durante il viaggio verso San Francisco, la nave mercantile si imbatte in una tempesta; un fulmine colpisce la stiva in parte allagata, e in particolare il carico misterioso, generando un fumo verdognolo che si propaga in tutta la nave. Joe si risveglia nell'infermeria, chiuso all'interno dal medico, che ritroverà morto nell'armadio. Una volta uscito da lì, Joe esplora la nave, dove regnano silenzio ed inquietudine, trovando Charlie rinchiuso nelle celle e liberandolo. Camminando per la nave spettrale, i due si imbattono in altri cadaveri dei loro compagni (morti con il viso contorto in una smorfia di terrore) e raccolgono delle armi in caso di necessità; si imbattono però in un bambino e lo seguono, ma di conseguenza Joe viene terrorizzato a morte dopo aver scoperto il vero aspetto del bambino, e Charlie ugualmente terrorizzato a morte dopo aver visto il vero aspetto dell'indovino o colpito a morte da qualcosa di ignoto).
Il prologo si conclude così con i membri dell'equipaggio che muoiono uno per uno sulla nave, diventata ormai fantasma.

### Storia
La storia al giorno d'oggi inizia all'alba con la partenza di una piccola barca chiamata "Duke of Milan", dove i fratelli Alex e Bradley "Brad" Smith (Kareem Tristan Alleyne e Chris Sandiford) si preparano ad una spedizione subacquea in cerca di un relitto nell'Oceano Pacifico meridionale. Fanno parte della spedizione anche la ricca fidanzata di Alex, Julia (Arielle Palik), suo fratello Conrad (Shawn Ashmore) e il capitano, nonché proprietaria dell barca, Félicité "Fliss" Dubois (Ayisha Issa). Arrivati alle coordinate geografiche calcolate precedentemente da Brad, a nord della Polinesia Francese, Alex e Julia si immergono per esplorare il relitto di un aereo della Seconda guerra mondiale: così facendo, notano che il velivolo è stato abbattuto da proiettili, è assente una scialuppa di salvataggio al suo interno e che, probabilmente, i soldati al suo interno fossero consci della fine imminente. Nel relitto trovano anche delle coordinate su cui c'è scritto "Oro della Manciuria".
Nottetempo, il gruppo di ragazzi viene attaccato e preso in ostaggio da tre pirati somali, Danny, Junior e il loro capo Olson, con i quali Fliss e Conrad si sono imbattuti mentre Alex e Julia erano in acqua. Rovistando nella barca, i pirati trovano le coordinate dell'"Oro della Manciuria", e dopo che Olson chiede spiegazioni ai ragazzi, dirottano la barca verso il luogo sconosciuto che viene indicato dalle coordinate sottratte ai protagonisti, nonostante i loro piani vengano sconvolti da una forte tempesta.
Arrivati alla destinazione, il gruppo si trova davanti a un'enorme nave mercantile fantasma (dove a seconda degli indizi trovati si scopre essere la SS Ourang Medan); i pirati entrano alla ricerca dell'oro, ma non prima di staccare la calotta dello spinterogeno della Duke per impedire la fuga degli ostaggi, portandoli controvoglia a bordo della nave fantasma e rinchiudendoli in una stanza. A questo punto i ragazzi si dividono e finiscono per esplorare diverse parti della nave, venendo attaccati da terrificanti apparizioni. Con lo svolgimento del gioco, si viene a sapere che le apparizioni non erano altro che allucinazioni causate dall'Oro della Manciuria, ovvero un gas letale sviluppato dall'esercito statunitense che causava grande stress e paura in chi ne veniva a contatto. L'equipaggio della nave trovò infatti la morte per via delle visioni, dopo che esso si era liberato all’interno di tutta la nave.
Il finale varierà a seconda delle scelte fatte durante il gioco, mostrando i sopravvissuti e i corpi di quelli deceduti durante la partita. In totale ci sono 14 finali, tutti con diverse sfumature.

## Personaggi
Protagonisti
- Conrad: è un ragazzo audace ma anche ottimista, allegro, romantico e rilassato. Ha però il difetto di essere un beone e un irresponsabile, il che porta a conseguenze negative per lui e i suoi amici. È interpretato da Shawn Ashmore.
- Félicité DuBois, alias Fliss: cresciuta su una delle isole più piccole della Polinesia francese senza un'educazione scolastica, è l'attuale capitano del Duca di Milano, una barca che verrà affittata dagli altri quattro protagonisti e che diverrà sfondo della prima metà degli eventi del gioco. In qualità di capitano, Fliss mostra abilità degne di un leader: è coraggiosa e capace di rimanere calma in una situazione pericolosa. Disprezza inoltre i ricchi, ritenendo che siano tutti arroganti e convinti che il denaro possa acquistare qualunque cosa. È anche superstiziosa, in quanto esige che gli altri protagonisti rispettino il naufragio diventato la tomba dei soldati di anni prima. Mostra però anche un lato più dolce, arrivando a iniziare un rapporto romantico con Conrad. È interpretata da Ayisha Issa.
- Julia: è la sorella di Conrad e spasimante di Alex. È una ragazza positiva e allegra, amichevole con tutti e sempre di buon umore, oltre che entusiasta di vivere una nuova avventura. Nonostante il suo costante ottimismo, Julia può anche essere sgarbata e aggressiva. È interpretata da Arielle Palik.
- Bradley Smith, alias Brad: tralasciando la sua timidezza e la sua insicurezza, l'educato Brad è il più intelligente dei cinque protagonisti, e il suo grande interesse è la seconda guerra mondiale. È grazie alla sua conoscenza su tale argomento e ai suoi calcoli che il gruppo è stato in grado di trovare l'aeroplano affondato. È interpretato da Chris Sandiford.
- Alex Smith: fratello maggiore di Brad, Alex è un ragazzo molto confidente nelle sue abilità di sommozzatore. È lo spasimante di Julia, ma il loro rapporto è ostacolato dal fatto che se il primo proviene da una famiglia di ceto medio, Julia è invece ricca. Alex è stato anche uno studente di medicina, il che lo rende molto versato nell'anatomia, nella cura delle ferite, nella terminologia e nelle medicazioni. È interpretato da Kareem Alleyne.

Secondari
- Il Curatore: è il personaggio narratore delle storie della serie The Dark Pictures. Lo si vede sempre in una biblioteca, e incarica il giocatore di portare a termine le storie di tutti i giochi della serie, tramite le azioni e le decisioni intraprese nel loro corso. È doppiato da Pip Torrens.
- Joseph Roberts: uno dei due soldati americani messi a guarda dell'Ourang Medan, e che muoiono nel prologo. È doppiato da Adrian Burhop.
- Charles Anderson: uno dei due soldati americani messi a guarda dell'Ourang Medan, e che muoiono nel prologo. È doppiato da Sean Colby.

Antagonisti
- Olson: è il capo dei tre pescatori polinesiani. È estremamente autoritario, avaro e infame, in quanto nella prima metà della storia costringe i protagonisti presi in ostaggio a sottostare ai suoi ordini. Nonostante sia orbo, sembra avere un'ottima mira, in quanto è capace di colpire Conrad con un proiettile nonostante si trovi su una barca instabile in mezzo alla tempesta. Quando i protagonisti e i tre pescatori raggiungono l'Ourang Medan, egli mantiene la sua natura violenta, in quanto è persino capace di uccidere qualsiasi protagonista direttamente; avendo inoltre il possesso dello spinterogeno e l'influenza dell'Oro della Manciuria, Olson si sente il padrone delle vite dei protagonisti, dato che essi non possono scappare senza lo spinterogeno. È interpretato da Kwasi Songui.
- Junior: fratello minore di Olson e compagno di Danny. Nonostante un'iniziale crudeltà nei confronti dei protagonisti, col progredire della storia si rivela più leniente nei loro confronti. Si rivela inoltre meno crudele del fratello maggiore, in quanto lo scopo dei tre pescatori, a detta di Junior, era quello di derubare i protagonisti e non di farli del male. È interpretato da Chimwemwe Miller.
- Danny: è considerato il più pacifico dei tre pirati pescatori; nonostante si dimostri aggressivo verso i protagonisti, Danny si limita a derubarli e a tenerli in ostaggio senza voler farli del male. Come Junior, Danny possiede un lato condiscendente, dimostrando quando prova a calmare Conrad e cerca di salvare Alex e Julia quando cadono in acqua rischiando di annegare. Sulla nave, Danny rivela di essere assai superstizioso, tanto da rifiutare di investigare sul carico temendo la presenza dei fantasmi e dichiarando che, se una persona muore sulla nave, il suo fantasma vi rimane. È interpretato da Russell Yuen.

## Modalità di gioco
Il gioco è un survival-horror in terza persona in cui il giocatore (o i giocatori) prende il controllo di cinque diversi personaggi. Il gioco richiede che si prendano delle scelte basate sulla "testa" o sul "cuore" dei personaggi (ma solitamente vi è la terza scelta di non fare niente) intanto che si sceglie tra diverse opzioni mentre si interagisce con gli altri personaggi. La scelta delle opzioni è stilizzata attraverso una bussola, che rappresenta la moralità del personaggio in gioco. Ovviamente, la storia cambia e si adatta alle scelte che intraprende il giocatore, terminando con uno dei vari epiloghi presenti. Inoltre, le scelte hanno effetti sui tratti personali dei personaggi (che ha conseguenze sulle future scelte di dialogo e sui filmati), oltre che ai rapporti con gli altri personaggi. Il gioco ha, come punto di forza, un alto livello di rigiocabilità grazie ai vari epiloghi e ai multipli scenari basati sulle scelte che fanno i giocatori. In genere, le azioni si basano su quick time event, molti dei quali, in caso di fallimento, possono portare a gravi conseguenze per i personaggi.
Durante l'esplorazione della nave fantasma, è anche possibile trovare delle "Dark Pictures", che danno delle premonizioni su quello che può succedere nel futuro. Sempre durante il gioco, è anche possibile scoprire il mistero che circonda la tragedia che avvenne nella nave decenni prima degli eventi del presente, il che può contribuire a salvare le vite dei protagonisti.
Il gioco introduce anche due nuove modalità di gioco: Storia condivisa (che permette a due giocatori di giocare in cooperativa online) e Cinema (che permette fino a cinque giocatori di scegliere i propri personaggi e li porta a passarsi il controller ad ogni turno); ciò è dovuto alla popolarità di Until Dawn (altro gioco di Supermassive Games uscito nel 2015), e ai media streaming nei confronti del gioco.

## Colonna sonora
1. Of Stormy Seas and Howling Winds – 2:39
2. The Temerity of Youth – 2:16
3. Tempestuous Waters – 2:54
4. Ghost Ship – 2:24
5. There's a Storm Coming – 3:08
6. You Are Not My Brother – 2:44
7. Bringer of War – 3:14
8. Where's the Skipper – 4:36
9. Never Been Down There – 2:33
10. You Cannot Hide – 2:37
11. Understanding – 3:04
12. No Idle Threat – 2:08
13. Olson's Theme – 3:47
14. Ripples from the Past – 2:39
15. Confrontation – 4:02
16. Redemption – 1:55

Durata totale: 46:40
Vi è anche il brano musicale A Conversation with Death dei Khemmis, prodotto da Dave Otero e presente nell'introduzione e nei crediti finali del gioco.

## Accoglienza
| Testata                          | Versione | Giudizio |
| -------------------------------- | -------- | -------- |
| Metacritic (media al 30-01-2020) | PC       | 76/100   |
| Metacritic (media al 30-01-2020) | PS4      | 69/100   |
| Metacritic (media al 30-01-2020) | XOne     | 69/100   |
| Destructoid                      | PS4      | 7/10     |
| Game Informer                    | XOne     | 7/10     |
| GameSpot                         | PS4      | 6/10     |
| GamesRadar+                      | Tutte    | 3.5/5    |
| IGN                              | Tutte    | [ 12 ]   |
| PC Gamer (US)                    | PC       | 81/100   |
| Eurogamer (Italia)               | Tutte    | 8/10     |

Stando alle recensioni aggregate sul sito Metacritic, il gioco ha avuto un'accoglienza favorevole sulla versione PC, ma più mista e altalenante sulle versioni Xbox One e PS4.

### Premi
| Anno | Premio                                              | Categoria                                    | Risultato       | Nota   |
| ---- | --------------------------------------------------- | -------------------------------------------- | --------------- | ------ |
| 2019 | The Independent Game Developers' Association Awards | Miglior Gioco d'Azione e Avventura           | Vincitore/trice | [ 15 ] |
| 2019 | The Independent Game Developers' Association Awards | Miglior Design Audio                         | Candidato/a     | [ 15 ] |
| 2019 | The Independent Game Developers' Association Awards | Premio alla Creatività                       | Candidato/a     | [ 15 ] |
| 2019 | The Independent Game Developers' Association Awards | Miglior Gioco Sociale                        | Vincitore/trice | [ 15 ] |
| 2019 | Golden Joystick Awards                              | Miglior Gioco Multiplayer                    | Candidato/a     | [ 16 ] |
| 2020 | NAVGTR Awards                                       | Animation, Technical                         | Candidato/a     | [ 17 ] |
| 2020 | NAVGTR Awards                                       | Camera Direction in a Game Engine            | Candidato/a     | [ 17 ] |
| 2020 | NAVGTR Awards                                       | Direction in a Game Cinema                   | Candidato/a     | [ 17 ] |
| 2020 | NAVGTR Awards                                       | Lighting/Texturing                           | Candidato/a     | [ 17 ] |
| 2020 | 16th British Academy Games Awards                   | Performer in a Supporting Role (Ayisha Issa) | Candidato/a     | [ 18 ] |

### Vendite
Il gioco è stato il terzo più venduto nel Regno Unito nella sua settimana d'uscita, dopo Astral Chain e Wreckfest. In quel periodo, l'81% delle vendite del gioco appartenevano alla versione PlayStation 4, mentre il restante 19% apparteneva a quella Xbox One. Tuttavia, Man of Medan ha venduto molto meno rispetto a Until Dawn, con il 61% in meno di copie vendute a confronto, sempre nella prima settimana d'uscita.